# Lars Löfgren (ingenjör)
Lars Erik Löfgren, född 10 december 1925 i Stockholm, död 26 juli 2013 i Lund, var en svensk ingenjör och professor.
Löfgren, som var son till professor Erik Löfgren och Anna Wadsjö, utexaminerades från Kungliga Tekniska högskolan 1949 samt blev teknologie licentiat 1954 och teknologie doktor 1962. Han var laborator vid Försvarets forskningsanstalt (FOA) 1955–1963 och professor i elautomatik vid Lunds tekniska högskola 1963–1991. Han var gästprofessor vid University of Illinois at Urbana-Champaign 1960–1961 och 1966–1968. Han författade skrifter i fysik, matematisk logik och vetenskapsteori. Lars Löfgren är begravd på Norra begravningsplatsen utanför Stockholm.